# Bosc de Tosca
Bosc de Tosca är en ort i Spanien.   Den ligger i provinsen Província de Girona och regionen Katalonien, i den östra delen av landet, 500 km öster om huvudstaden Madrid. Bosc de Tosca ligger 470 meter över havet och antalet invånare är 486.
Terrängen runt Bosc de Tosca är kuperad åt nordost, men åt sydväst är den bergig.Runt Bosc de Tosca är det ganska glesbefolkat, med 42 invånare per kvadratkilometer. Närmaste större samhälle är Olot, 3,0 km nordost om Bosc de Tosca. I omgivningarna runt Bosc de Tosca växer i huvudsak blandskog.